# STRIL 50
STRIL 50 var ett svenskt stridslednings- och luftbevakningssystem som var i bruk under 1950-talet. Grunden i systemet var luftförsvarscentralerna (LFC:er) som skulle samordna luftförsvaret i varje luftförsvarssektor, varje sektor skulle ha en LFC. I det ursprungliga planerna från 1951 delades Sverige in i 21

luftförsvarssektorer med tillhörande luftförsvarscentraler. 1957 hade planerna reducerats på grund av ekonomiska begränsningar och 11 luftförsvarscentraler kom att byggas.

## Stridsledning
Stridsledning av jaktflyget utfördes av radarjaktledare i framskjutna radarstationer av typen PJ 21 och senare PS-08 eller från de luftförsvarscentraler som hade en egen PJ-21 på berget ovanför. I de fallen där radar saknades i luftförsvarscentraler skötte radiojaktledare stridsledningen.